# Wasserturm Hamburg-Stellingen

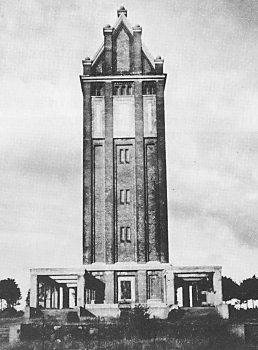
Der ursprüngliche Zustand des Turms mit Pergola und Terrasse um 1912
(Bildarchiv Hamburg)

Der Stellinger Wasserturm steht an der Högenstraße im Hamburger Stadtteil Stellingen. Er wird nicht mehr zur Wasserversorgung genutzt, sondern ist zu einem Wohngebäude umgebaut worden. Mit seiner Höhe von 47,59 m ist er von weitem sichtbar und gilt als Wahrzeichen des Stadtteils.

## Entstehungsgeschichte
Um die Jahrhundertwende zum 20. Jahrhundert gehörte Stellingen weder zu Hamburg noch zu Altona, sondern bildete mit Langenfelde eine selbständige Gemeinde. Die Nähe zu den beiden Städten führte jedoch zu einer rasanten Bevölkerungszunahme sowie zur Ansiedlung zahlreicher Gewerbebetriebe. Das machte eine moderne, zentrale Wasserversorgung unumgänglich. Um 1910 wurden mehrere Brunnen gebohrt. Aus 18 m Tiefe konnte schließlich aus zwei Brunnen brauchbares Wasser gewonnen werden. Eine dieselgetriebene Pumpe wurde angeschafft, die stündlich 120 m³ fördern konnte. Zum Ausgleich der schwankenden Wasserentnahme und als Wasserreserve wurde der Wasserturm in den Jahren 1911/12 erbaut. Der Kölner Architekt Max Stirn (1880–1916) plante den Bau, die Bauleitung hatten die Zivilingenieure Ludwig und Hermann Mannes, die auch den Lokstedter Wasserturm errichteten.

## Bau und Technik
Der Stellinger Wasserturm ist ein 47,59 m hoher Backsteinbau, der mit Lüneburger Handstrichziegeln errichtet wurde. Er unterscheidet sich von den meisten vergleichbaren Wassertürmen durch seine Südwestfront in Form einer überhöhten Bürgerhausfassade. Die Wände sind durch Lisenen gegliedert, die bis zum stufenförmig gestalteten Giebel durchlaufen. Das Dach ist kupfergedeckt. Die Flächen zwischen den Lisenen wurden im Bereich des Wasserbehälters hell verputzt. Oberhalb des Wasserbehälters war ursprünglich eine Aussichtsplattform angelegt. Auch die Umgebung hat man repräsentativ gestaltet: Den Fuß des Turms umgab ursprünglich eine terrassenförmige Anlage mit breiten Freitreppen und einer Pergola. Davon ist seit dem Umbau nichts mehr erhalten.
Beim Wassertank handelte es sich um einen eisernen Kugelbodenbehälter mit 600 m³ Fassungsvermögen. Die Nutzhöhe betrug 32,5 m. Unter der Nutzhöhe versteht man das Niveau des höchsten Wasserstands im Behälter über dem Gelände.

## Ursprüngliche Nutzung
Der Wasserturm war als Druckausgleich und Reserve nur ein Glied in der Stellinger Wasserversorgung, die 1912 fertiggestellt wurde. Diese belieferte neben Stellingen und Langenfelde auch die Nachbargemeinden Niendorf und Eidelstedt mit Trinkwasser. Wasserzähler an den Gemeindegrenzen sorgten für eine korrekte Abrechnung. 1927 übernahm dann Altona das Stellinger Wasserwerk, später wurde es in die Hamburger Wasserwerke eingegliedert.
Bis 1974 war der Turm in Funktion, länger als alle anderen öffentlichen Wassertürme in Hamburg. Moderne Pumpen machten ihn dann überflüssig.

## Umnutzung
1979 verkauften die Hamburger Wasserwerke den Turm für 300.000 DM an eine private Wohnungsbaugesellschaft. Bis 1981 wurde er innen und außen vollkommen umgestaltet. Da er nicht unter Denkmalschutz stand, wurde auf die Erhaltung des ursprünglichen Eindrucks wenig Rücksicht genommen.
Die Veränderungen durch den Umbau:
- Anbau eines Treppen- und Fahrstuhlturms
- Entfernung der Aussichtsgalerie und des Wasserbehälters
- Einbau von Eigentumswohnungen in 11 Etagen
- Einbau von großen Fenstern in allen Etagen, auch an der Giebelseite
- Abriss von Pergola und Gartenanlage, um Platz zum Bau von Reihenhäusern zu schaffen

## Modell
- Ein Modell des Wasserturms im Ursprungszustand befindet sich im Museum der "Wasserkunst Elbinsel Kaltehofe".